# Досанов, Димаш Габитович
Димаш Габитович Досанов (каз. Димаш Ғабитұлы Досанов; род. 2 ноября 1981, Алма-Ата, Казахская ССР) — бывший генеральный директор и председатель правления АО «КазТрансОйл» (2016—2022) и бывший президент Национальной Федерации Баскетбола Республики Казахстан.

## Образование
Окончил Казахский национальный университет им. Аль-Фараби по специальности «специалист по международным отношениям со знанием двух иностранных языков», Новый экономический университет им. Т. Рыскулова по специальности «финансы и кредит». Имеет степень магистра делового администрирования (MBA), Джорджтаунский университет, г. Вашингтон, США.

## Трудовая деятельность
- Трудовую деятельность начал в 2002 году менеджером ассоциации развития малого и среднего бизнеса при аппарате акима Медеуского района г. Алма-Ата.
- В 2004 году работал ведущим специалистом отдела развития новых технологий департамента инновационной политики и развития новых технологий Министерства индустрии и торговли Республики Казахстан.
- В период с 2004 по 2006 гг. трудился в АО "РД «КазМунайГаз» на различных должностях: специалистом, главным специалистом административного департамента, помощником генерального директора, главным менеджером департамента информационных технологий, старшим инженером департамента АСУТП.
- В период с 2006 по 2010 гг. был заместителем директора департамента развития казахстанского содержания в крупных нефтегазовых проектах АО "НК «КазМунайГаз».
- С 2010 по 2014 гг. работал в NCOC (North Caspian Operating Company) в должности заместителя генерального менеджера по сервису, затем — генерального менеджера по сервису.
- В период с сентября по декабрь 2014 года был первым заместителем генерального директора, а с 2014 по январь 2016 г. — генеральным директором ТОО «Казахстанско-Китайский Трубопровод».
- С 15 января 2016 года избран членом Правления АО «КазТрансОйл».
- В январе 2016 года назначен первым заместителем генерального директора АО «КазТрансОйл».
- С 6 августа 2016 года по 15 января 2022 года — генеральный директор — председатель правления АО «КазТрансОйл»[1].
- С 20 февраля 2017 избран президентом Национальной Федерации Баскетбола Республики Казахстан.
- В мае 2018 года избран членом Совета директоров КТК.

## Семья
- Жена: Алия Назарбаева
  - Дети: сын Алдияр (2016 г.р.), дочь Айлана (2018 г.р.)